# 裴石镇
裴石镇，原为裴石乡，是中华人民共和国四川省宜宾市南溪区下辖的一个乡镇级行政单位。2019年8月，撤销留宾乡，将其所属行政区域划归裴石镇管辖。

## 行政区划
裴石镇下辖以下地区：
裴石社区、裴丰村、前进村、油坊村、麻柳村、中坝村、临江村、培农村、长兴村、健旺村、骑马村、石林村、高库村和新建村、留宾社区、文化村、鲜明村、红金村、石盘村、光辉村、马村、建国村、长冲村、团结村、集体村和熊湾村。